# Osmos
Osmos è un videogioco rompicapo sviluppato dall'azienda canadese Hemisphere Games per macOS, Microsoft Windows, Linux e iOS, quindi anche per i dispositivi iOS, iPod touch, iPhone, iPad e Android. Il gioco è uscito il 17 agosto 2009.

## Modalità di gioco
L'obiettivo del gioco è di muoversi attraverso il campo di gioco assorbendo le sfere più piccole (quelle blu) della propria (quella azzurra) evitando quelle più grandi (in rosso) che assorbirebbero la propria. Muovendosi si emette però della propria massa, quindi si rimpicciolisce. Esistono tre tipi di livelli:
- Livelli Sentient: le altre sfere si muovono, inoltre esistono sfere speciali come Nemocyte, Ovarium o Ferax, più veloci o che possono "scappare" dalla propria sfera.
- Livelli Ambient: le altre sfere non si muovono. In alcuni livelli esistono anche sfere di Antimateria. Quando una di esse entra in contatto con una sfera di Materia, queste si distruggono a vicenda.
- Livelli Force: le sfere orbitano tutte, inclusa la propria, intorno ad uno o più Attractor.

## Accoglienza

### Premi e riconoscimenti
- Apple: Gioco iPad dell'anno 2010 su iTunes[2]
- IGN: Miglior colonna sonora 2010[3]
- Macworld: Migliore rompicapo 2010. Il gioco ha vinto numerosi altri premi per l'anno.[3]